# Sếu mào
Sếu mào (danh pháp hai phần: Grus monacha) là một loài chim thuộc họ Sếu (Gruidae).. Nó có một cơ thể màu xám. Phía trên của cổ và đầu có màu trắng, ngoại trừ một mảng da đỏ trần phía trên mắt. Nó là một trong những loài sếp nhỏ nhất, nhưng vẫn là một con chim khá lớn, dài 1 m và cân nặng 3,7 kg và sải cánh 1,87 m.
Sếu mào sinh sản ở miền Nam Trung bộ và phía đông Siberia. Khu vực sinh sản cũng bị nghi ngờ diễn ra ở Mông Cổ. Hơn 80% dân số qua đông tại Izumi, miền nam Nhật Bản. Ngoài ra còn có cơ sở trú đông ở Hàn Quốc và Trung Quốc. Có khoảng 100 sếu mào trú đông ở Chongming Dongtan, Thượng Hải mỗi năm. Khu bảo tồn thiên nhiên Dongtan là địa điểm trú đông tự nhiên lớn nhất trên thế giới. Trong tháng 12 năm 2011, một con sếu mào được nhìn thấy trú đông ở khu trú ẩn Hiwassee ở đông nam Tennessee, bên ngoài phạm vi bình thường của nó. Trong tháng 2 năm 2012, đã được nhìn thấy tại Pond Goose ở miền nam Indiana, và được nghi ngờ là loài này, mà có thể đã di cư đến Bắc Mỹ bằng cách theo các con sếu đồi cát.
Dân số ước tính của các loài là 9.500 cá thể. Các mối đe dọa lớn cho sự sống còn của nó là mất mát và suy thoái đất ngập nước trong căn cứ đông ở Trung Quốc và Hàn Quốc như là một kết quả của việc khai hoang để phát triển và xây dựng đập. Hoạt động bảo tồn đã được thực hiện từ năm 2008. Các trường đại học địa phương, các tổ chức phi chính phủ và cộng đồng đang làm việc cùng nhau cho một vị trí tốt hơn và an toàn hơn mùa đông.